# Viciria
Viciria är ett släkte av spindlar. Viciria ingår i familjen hoppspindlar.

## Dottertaxa tillViciria, i alfabetisk ordning[1]
- Viciria arrogans
- Viciria chabanaudi
- Viciria chrysophaea
- Viciria concolor
- Viciria detrita
- Viciria diademata
- Viciria diatreta
- Viciria epileuca
- Viciria equestris
- Viciria flavipes
- Viciria flavolimbata
- Viciria fuscimana
- Viciria lucida
- Viciria minima
- Viciria miranda
- Viciria moesta
- Viciria mondoni
- Viciria monodi
- Viciria morigera
- Viciria niveimana
- Viciria pallens
- Viciria paludosa
- Viciria pavesii
- Viciria peckhamorum
- Viciria petulans
- Viciria polysticta
- Viciria praemandibularis
- Viciria rhinoceros
- Viciria scintillans
- Viciria semicoccinea
- Viciria tergina